# توماس جوزيف ستيوارت
توماس جوزيف ستيوارت هو سياسي كندي، ولد في 26 يوليو 1848، وتوفي في 9 نوفمبر 1926. انتخب عضو مجلس العموم الكندي.